# Актайская улица (Казань)
Актайская улица (тат. Актай урамы) — улица в Приволжском районе Казани. Названа по реке Актай, протекающей в южной части Татарстана.

## География
Начинаясь от Модельной улицы, заканчивается пересечением с улицей Владимира Кулагина.

## История
Местность, через которую проходит улица, была заселена уже в конце 1930-х – начале 1940-х годов; северная часть современной улицы являлась западной границей барачного посёлка завода СК-4.
Возникла в 1960-е годы, к этому же периоду относятся и большинство домов имеющих адресацию по улице; основная часть домов принадлежала различным предприятиям. В 2000-е годы два дома по улице были снесены в рамках программы ликвидации ветхого жилья, на их месте был построен новый 16-этажный дом.
С момента возникновения входит в состав Приволжского района.

## Объекты
- № 1, 3 — жилые дома завода синтетического каучука[тат.].[4]
- № 5 — школа № 48.
- № 6 — жилой дом Татпотребсоюза.[10]
- № 7, 9, 11, 13, 15 — жилые дома завода «Радиоприбор».[4]
- № 7а — бывшее общежитие завода синтетического каучука.[11]
- № 15/2 — в этом здании находился детский сад № 197 завода «Радиоприбор».[12] Ныне занято центром детского творчества.[13]
- пересечение с улицей Кулагина — спортивный комплекс «Бустан»[тат.]

## Транспорт
Общественный транспорт по улице не ходит. Ближайшие остановки общественного транспорта — «Кулагина» (бывшая «Фрезерная», автобус, троллейбус, трамвай) на одноимённой улице и «Модельная» (автобус, троллейбус, трамвай) на Технической улице. 